# Šumber
 Šumber  (olaszul: Casali Sumberesi, németül: Schönberg) falu Horvátországban, Isztria megyében. Közigazgatásilag Sveta Nedeljához tartozik.

## Fekvése
Az Isztriai-félsziget keleti felén, Labintól 9 km-re északnyugatra, a Pićan-Kršan úttól délre, a Raša szurdokának keleti oldalán fekszik. A Pićan-Kršan úttól vezető bekötőúton egy kőbányát követően kezdődő szétszórt apró településekből áll.

## Története

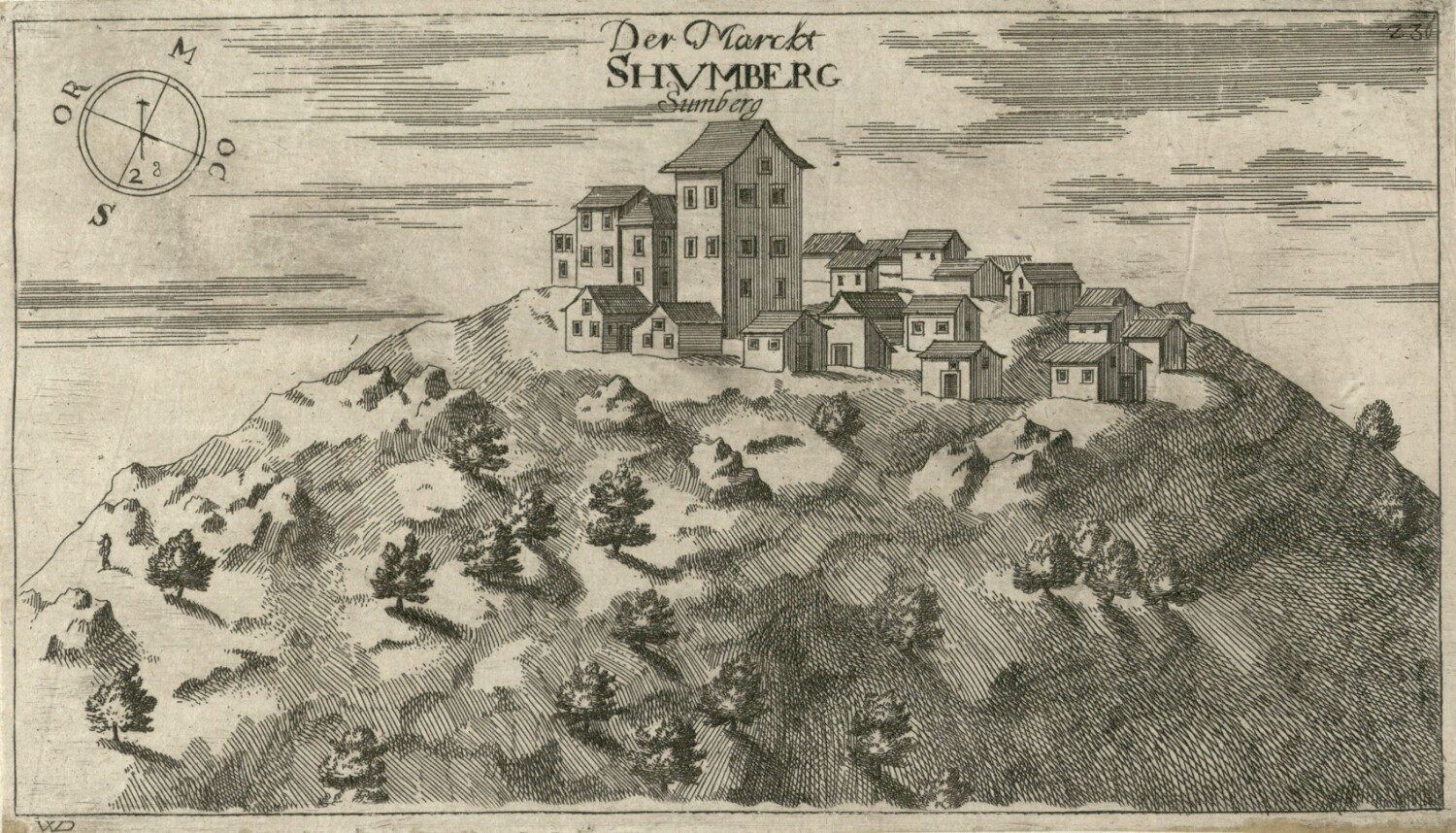
A vár 1679-es ábrázolása

Šumber középkori vára helyén már a történelem előtti időben erődített település állt. A 13. században épített vár 1260-ban került az osztrák Schönberg (a korabeli forrásokban Schomberg vagy Schemperger) család birtokába, akikről a település a nevét is kapta. 1367-től a Pazini grófsághoz tartozott. Az osztrák-velencei határ közelében álló vár a középkorban fontos szerepet töltött be térség védelmében. Šumberhez egy legenda is kapcsolódott, mely szerint 1430-ban kis pásztorgyerekeknek egy somfa ágai között megjelent a Szűzanya. Néhány évvel később 1440-ben ezen a helyen építették fel a Somfás Szűz Mária (Majka Božja od Drena) templomot. Egy máik legenda szerint kétszáz évvel később a pićaniak ellopták a kegyszobrot a templom szentélyéből és megpróbálták ökrös szekéren elszállítani. Az ökrök azonban csak a Raša hídjáig mentek, de onnan egy lépést sem tovább. Végül kénytelenek voltak visszavinni a helyére. Ennek emlékére zarándokolnak el ma is a pićaniak Havas Boldogasszony napján Šumberre. A település plébániatemplomát 1630-ban építették Szent János és Pál apostolok tiszteletére. Šumber a 18. század végén az Isztriával együtt francia megszállás alá került, majd az I. világháború végéig a Habsburg birodalom része volt. A településnek 1857-ben 699, 1910-ben 872 lakosa volt. Lakói mezőgazdasággal, ezen belül főként szőlőtermesztéssel foglalkoztak. 1920 után a település környékén bauxit bányászat kezdődött. Az első világháború után Olaszország része lett, majd a második világháborút követően Jugoszláviához csatolták. Jugoszlávia felbomlása után 1991-ben a független Horvátország része lett. 1993-ban a Labini járásból Kršan, Raša és Pićan mellett újra megalakult Sveta Nedelja község, melynek Šumber is része lett. A falunak 2011-ben 377 lakosa volt.

## Lakosság
| Lakosság változása | Lakosság változása | Lakosság változása | Lakosság változása | Lakosság változása | Lakosság változása | Lakosság változása | Lakosság változása | Lakosság változása | Lakosság változása | Lakosság változása | Lakosság változása | Lakosság változása | Lakosság változása | Lakosság változása | Lakosság változása |
| ------------------ | ------------------ | ------------------ | ------------------ | ------------------ | ------------------ | ------------------ | ------------------ | ------------------ | ------------------ | ------------------ | ------------------ | ------------------ | ------------------ | ------------------ | ------------------ |
| 1857               | 1869               | 1880               | 1890               | 1900               | 1910               | 1921               | 1931               | 1948               | 1953               | 1961               | 1971               | 1981               | 1991               | 2001               | 2011               |
| 699                | 682                | 696                | 730                | 799                | 872                | 1002               | 1034               | 928                | 875                | 772                | 649                | 604                | 524                | 432                | 377                |

## Nevezetességei
- Stari Grad nevű településrészén találhatók a középkori vár maradványai.
- Szent János és Pál apostolok tiszteletére szentelt plébániatemploma 1630-ban épült a középkori plébániatemplom helyén. 1705-ben két oldalkápolnával bővítették, mely által latin kereszt alaprajzú lett. Berendezésének értékesebb részei barokk márvány oltárai és márvány keresztelőmedencéje. Mára állapota nagyon leromlott.
- A falutól délkeletre a temető közelében álló Somfás Szűzanya (Majka Božja od Drena) tiszteletére szentelt temploma 1440-ben épült egy középkori Mária jelenés helyén. Mai formáját az 1751-es és az 1859-60-as megújítások után nyerte el. Négyszög alaprajzú, egyhajós épület, homlokzata elé épített loggiával. Oltárépítményén a Kis jézust karjában tartó Szűzanya szobra, oldalfalán a Havas Boldogasszony nagyméretű faliképe látható. A templomban őrzik Labin vidékének egyik legértékesebb és legrégibb könyvét egy a nép által Šćavetnek nevezett, a 18. század elején nyomtatott énekeskönyvet.
- Szent Kvirin tiszteletére szentelt temetőkápolnájának építési ideje nem ismert. Egy glagolita felirat szerint 1540-ben megújították. A kápolna gótikus stílusban épült, 18. században barokk elemekkel építették át.